# Крейтон, Александр Александрович
Александр Александрович Крейтон (англ. Sir Alexander Crichton; 1763—1856) — шотландский врач, работавший в России.

## Биография
Родился 2 декабря 1763 года в Эдинбурге, в университете которого получил медицинское образование. В Лейденском университете в 1785 году получил степень доктора медицины. Продолжал изучать медицину в Штутгарте, Галле, Вене, Париже. В 1789 году вернулся в Лондон; стал членом Королевского колледжа хирургов Великобритании и Ирландии. С 1791 года — член Королевского колледжа врачей, с 1793 года — член Лондонского Линнеевского общества. Занимался медицинской практикой и в 1794—1801 годах читал лекции по химии и практической медицине в Вестминстерском госпитале. В 1793 году появилось его известное сочинение «об умопомешательстве» — «An inquiry into the nature and origin of mental derangement: comprehending a concise system of the physiology and pathology of the human mind and a history of the passions and their effects» (London, 1793, 2 т., переведено на немецкий и голландский); он стал вторым специалистом, описавшим Синдром дефицита внимания и гиперактивности (ADHD).
В 1803 году был приглашён в Российскую империю и с 1804 по 1819 год был личным врачом (лейб-медиком) императора Александра I и вдовствующей императрицы Марии Фёдоровны. В 1804 году был произведён в действительные статские советники. Иностранный член-корреспондент Петербургской академии наук c 17.09.1803 г.; почётный член — с 25.05.1814 г..

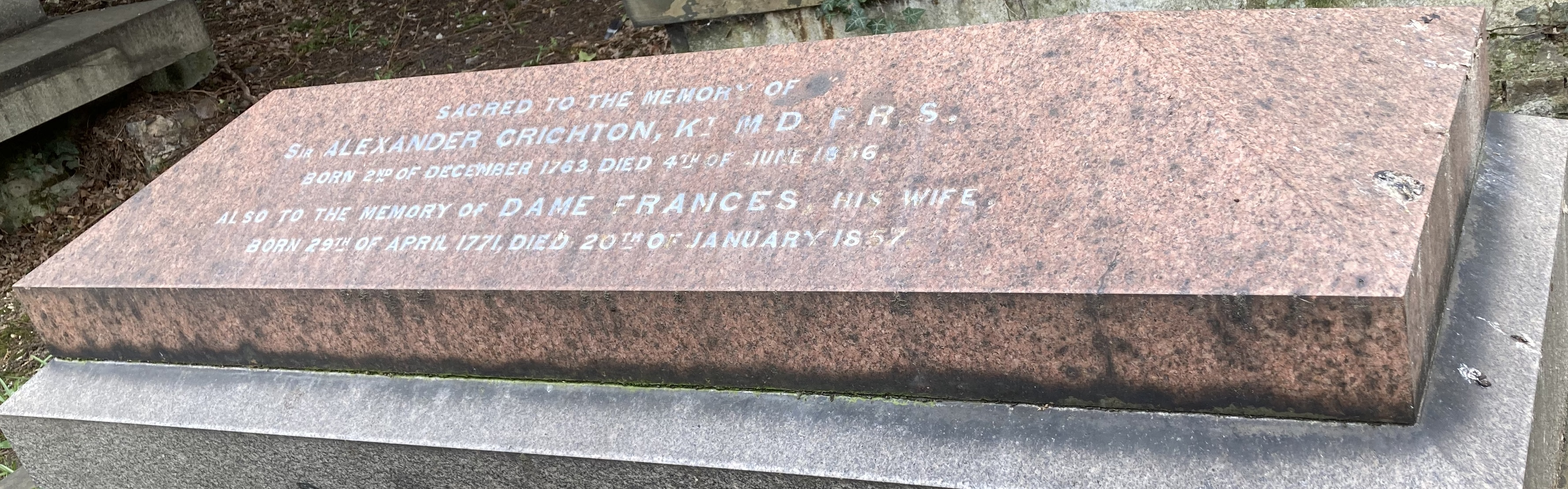
Вест-Норвудское кладбище. Могила А. Крейтона.

Он призвал последовать за ним в Россию своего племянника Арчибальда Уильяма Крейтона, который сделал там успешную карьеру.
Был награждён российскими орденами Св. Анны 1-й ст. и Св. Владимира 2-й ст., а также прусским орденом Красного орла 2-й ст. ; был членом Медицинского совета министерства внутренних дел и почётным членом Медико-хирургической академии
В 1819 году вернулся в Британию.
Умер 4 июня 1856 года. Похоронен на Вест-Норвудском кладбище.

## Коллекционирование
А. Крейтон занимался собиранием картин и минералов.
В 1817 году 7 картин из его коллекции были приобретены для Санкт-Петербургского Эрмитажа.
Обширная коллекция минералов Крейтона состояла в основном из образцов из России, Норвегии, Венгрии, Германии, Великобритании, США и Индии. Он даже написал несколько книг на геологические темы, став членом Королевского географического общества в 1819 году.